# Audrey Totter
Audrey Mary Totter (Joliet, 20 de dezembro de 1917 – Los Angeles, 12 de dezembro de 2013) foi uma atriz estadunidense, conhecida principalmente pelos filmes O Destino Bate à Sua Porta (1946), A Dama do Lago (1947), Punhos de Campeão (1949) e Muro de Trevas (1947).

## Filmografia
- The Postman Always Rings Twice (1946) com John Garfield e Lana Turner
- Lady in the Lake (1947) com Robert Montgomery e Jayne Meadows
- The Unsuspected (1947 para Warner Bros.) com Claude Rains
- High Wall (1947) com Robert Taylor
- The Saxon Charm (1948) com Robert Montgomery, Susan Hayward e John Payne
- Alias Nick Beal (1949) com Ray Milland
- The Set-Up (1949) com Robert Ryan
- Any Number Can Play (1949) com Clark Gable e Alexis Smith
- Tension (1950) com Richard Basehart
- The Blue Veil (1951) com Jane Wyman
- FBI Girl (1951) com Cesar Romero e George Brent
- The Sellout (1952) com Walter Pidgeon, John Hodiak, e Paula Raymond

## Vida pessoal e morte
No início dos anos 1950, Totter casou-se com Leo Fred. Ela sofria de insuficiência cardíaca congestiva e morreu no Hospital e Centro Médico West Hills em 12 de dezembro de 2013.